# Herbert von Böckmann
Herbert von Böckmann (24 de julio de 1886 - 3 de marzo de 1974) fue un general alemán durante la II Guerra Mundial que comandó el L Cuerpo de Ejército. Fue condecorado con la Cruz de Caballero de la Cruz de Hierro de la Alemania Nazi. Böckmann fue licenciado de las fuerzas armadas el 31 de marzo de 1943 debido a su edad.

## Condecoraciones
- Cruz de Caballero de la Cruz de Hierro el 4 de diciembre de 1941 como Generalleutnant y comandante de la 11. Infanterie Division[1]